# Vector de coordonate
În algebra liniară, un vector de coordonate este o reprezentare a unui vector ca o listă ordonată de numere (un tuplu⁠(d)) care descrie vectorul în termenii unei anumite baze ordonate. Un exemplu simplu poate fi o poziție, cum ar fi (5, 2, 1), într-un sistem de coordonate cartezian tridimensional cu baza ca axe ale acestui sistem. Coordonatele sunt întotdeauna specificate în raport cu o bază ordonată. Bazele și reprezentările coordonatelor asociate acestora permit realizarea de spații vectoriale și transformări liniare concrete ca vectori linie, vectori coloană și matrici; prin urmare, sunt utile în calcule.
Ideea unui vector de coordonate poate fi folosită și pentru spații vectoriale infinit-dimensionale, așa cum se descrie mai jos.

## Definiție
Fie V un spațiu vectorial de dimensiune n peste un corp F și fie
{\displaystyle B=\{b_{1},b_{2},\ldots ,b_{n}\}}
o bază ordonată a lui V. Atunci pentru orice {\displaystyle v\in V} există o combinație liniară⁠(d) unică a acestor vectori ai bazei care este egală cu {\displaystyle v}:
{\displaystyle v=\alpha _{1}b_{1}+\alpha _{2}b_{2}+\cdots +\alpha _{n}b_{n}.}
Vectorul de coordonate al lui {\displaystyle v} relativ la B este șirul de coordonate
{\displaystyle [v]_{B}=(\alpha _{1},\alpha _{2},\ldots ,\alpha _{n}).}
Aceasta mai este numită și „reprezentarea lui {\displaystyle v} în raport cu B” sau „reprezentarea în B a lui {\displaystyle v}”. {\displaystyle \alpha _{1},\alpha _{2},\ldots ,\alpha _{n}} sunt numite „coordonatele lui {\displaystyle v}”. Ordinea bazei devine importantă aici, deoarece determină ordinea în care sunt listați coeficienții în vectorul de coordonate.
Vectorii de coordonate ai spațiilor vectoriale cu dimensiuni finite pot fi reprezentați prin matrici ca vectori coloană sau vectori linie. Cu notațiile de mai sus, se poate scrie
{\displaystyle [v]_{B}={\begin{bmatrix}\alpha _{1}\\\vdots \\\alpha _{n}\end{bmatrix}}}
și
{\displaystyle [v]_{B}^{T}={\begin{bmatrix}\alpha _{1}&\alpha _{2}&\cdots &\alpha _{n}\end{bmatrix}}}
unde {\displaystyle [v]_{B}^{T}} este transpusa matricei {\displaystyle [v]_{B}}.

## Reprezentarea standard
Se poate automatiza transformarea de mai sus prin definirea unei funcții {\displaystyle \phi _{B}}, numită „reprezentarea standard a lui V față de B”, care asociază fiecare vector cu reprezentarea sa de coordonate: {\displaystyle \phi _{B}(v)=[v]_{B}}. Atunci {\displaystyle \phi _{B}} este o transformare liniară de la V la Fn. De fapt, este un izomorfism, iar inversa {\displaystyle \phi _{B}^{-1}:F^{n}\to V} este, simplu,
{\displaystyle \phi _{B}^{-1}(\alpha _{1},\ldots ,\alpha _{n})=\alpha _{1}b_{1}+\cdots +\alpha _{n}b_{n}.}
Alternativ, s-ar fi putut defini {\displaystyle \phi _{B}^{-1}} ca fiind funcția de mai sus de la început, s-ar fi văzut că {\displaystyle \phi _{B}^{-1}} este un izomorfism și s-ar fi definit {\displaystyle \phi _{B}} ca fiind inversa sa.

## Exemplu
Fie P3 spațiul tuturor polinoamelor algebrice de gradul cel mult 3 (adică cel mai mare exponent al lui x poate fi 3). Acest spațiu este liniar și este acoperit de următoarele polinoame:
{\displaystyle B_{P}=\left\{1,x,x^{2},x^{3}\right\}}
care corespund la
{\displaystyle 1:={\begin{bmatrix}1\\0\\0\\0\end{bmatrix}};\quad x:={\begin{bmatrix}0\\1\\0\\0\end{bmatrix}};\quad x^{2}:={\begin{bmatrix}0\\0\\1\\0\end{bmatrix}};\quad x^{3}:={\begin{bmatrix}0\\0\\0\\1\end{bmatrix}}.}
Atunci vectorul de coordonate corespunzător polinomului
{\displaystyle p\left(x\right)=a_{0}+a_{1}x+a_{2}x^{2}+a_{3}x^{3}}
este
{\displaystyle {\begin{bmatrix}a_{0}\\a_{1}\\a_{2}\\a_{3}\end{bmatrix}}.}
Conform acestei reprezentări, operatorul diferențial⁠(d) d/dx notat în continuare cu D va fi reprezentat de următoarea matrice:
{\displaystyle Dp(x)=P'(x);\quad [D]={\begin{bmatrix}0&1&0&0\\0&0&2&0\\0&0&0&3\\0&0&0&0\\\end{bmatrix}}}
Folosind această metodă, este ușor de explorat proprietățile operatorului, cum ar fi: inversabilitate, hermitian sau antihermitian sau niciunul, spectru, valori proprii și altele.

## Matrice de transformare a bazei
Fie B și C două baze diferite ale unui spațiu vectorial V și se notează cu {\displaystyle \lbrack M\rbrack _{C}^{B}} matricea care are coloanele formate din reprezentarea C a vectorilor bazei b1,  b2, …, bn:
{\displaystyle \lbrack M\rbrack _{C}^{B}={\begin{bmatrix}\lbrack b_{1}\rbrack _{C}&\cdots &\lbrack b_{n}\rbrack _{C}\end{bmatrix}}}
Această matrice este denumită matricea de trecere a bazei de la B la C. Poate fi privită ca un automorfism peste {\displaystyle F^{n}.} Orice vector v reprezentat în B poate fi transformat într-o reprezentare în C după cum urmează:
{\displaystyle \lbrack v\rbrack _{C}=\lbrack M\rbrack _{C}^{B}\lbrack v\rbrack _{B}.}
La transformarea bazei, se observă că indicele de pe matricea de transformare, M și indicele de pe vectorul de coordonate v sunt aceiași și, aparent, se anulează, lăsând indicele rămas. Deși acest lucru poate servi ca ajutor la memorare, este important de reținut că nu are loc o astfel de anulare sau o operație matematică similară.

### Corolar
Fie M o matrice inversabilă, iar M−1 matricea de trecere de la baza C la B. Atunci
{\displaystyle {\begin{aligned}\operatorname {Id} &=\lbrack M\rbrack _{C}^{B}\lbrack M\rbrack _{B}^{C}=\lbrack M\rbrack _{C}^{C}\\[3pt]&=\lbrack M\rbrack _{B}^{C}\lbrack M\rbrack _{C}^{B}=\lbrack M\rbrack _{B}^{B}\end{aligned}}}

## Spații vectoriale infinit-dimensionale
Fie V un spațiu vectorial infinit-dimensional peste un corp F. Dacă dimensiunea este κ, atunci există o bază de elemente κ pentru V. După ce ordinea este aleasă, baza poate fi considerată o bază ordonată. Elementele lui V sunt combinații liniare finite de elemente din bază, care dau reprezentări unice de coordonate exact așa cum s-a descris mai sus. Singura modificare este că mulțimea indecșilor pentru coordonate nu este finită. Deoarece un vector dat v este o combinație liniară finită de elemente din bază, singurele elemente nenule ale vectorului de coordonate vor fi coeficienții nenuli ai combinației liniare care reprezintă v. Astfel, vectorul de coordonate pentru v are elementele nule, cu excepția unui număr finit de elemente.
Transformările liniare între spații vectoriale (posibil) infinit-dimensionale pot fi modelate, analog cazului finit-dimensional, cu matrici infinite. Cazul particular al transformărilor din V în V este descris de noțiunea de inel complet liniar.